# Lonicera carnosifolia
Lonicera carnosifolia är en kaprifolväxtart som beskrevs av Cheng Yih Wu, Ping Sheng Hsu och H. J. Wang. Lonicera carnosifolia ingår i släktet tryar, och familjen kaprifolväxter. Inga underarter finns listade i Catalogue of Life.